# Аполо 6
Аполо-6 (на английски: Apollo-6) – трети и последен безпилотен експериментален полет на ракетата „Сатурн 5“ в рамките на програма Аполо.

## Програма на полета
Ракетата има за полезен товар кораба Аполо (усъвършенствания „Блок I“ с нов люк) и макет на лунния модул. Мисията има следните задачи:
- проверка на съвместимостта ракета-носител и кораб при старта
- изпробване на отделянето на втората степен от първата и на третата от втората
- проверка на работата на двигателната, навигационната и електрическата системи на ракетата
- оценка работата на системите за откриване на неизправности в ракетата
- отработване на операциите по старта, провеждането на полета и спасяването на командния модул

## Полетът
Ракетата стартира на 4 април 1968 г. При работата на първата степен S-IC се наблюдават осцилации. 2 минути след началото на полета възникват вибрации, превишаващи нормата. След 4 минути и 38 секунди полет възникват проблеми в работата на втората степен – спадане на температурата в главния клапан на окислителя и увеличаване налягането в двигател № 2. След това се изключват два от двигателите на втората степен. След 5 минути и 18 секунди в същия двигател внезапно тягата спада на 2500 килограма. За да се компенсира недостигащата скорост, била отделена степен S-II, но заради преразход на гориво корабът не успява да излезе на високоелиптична орбита.
След две околоземни обиколки на ниска орбита, по време на които са извършени проверки на системите на ракетата и кораба, е трябвало да се пусне повторно двигателят на третата степен. В лунните експедиции това включване отправя кораба с астронавти към Луната. Но двигателят не се включва повторно и корабът е отделен от третата степен на ниска орбита. За да се изпълнят задачите на полета е решено корабът да се „вдигне“ на елиптична орбита с висок апогей с помощта на неговите собствени двигатели. Двигателят на кораба е включен за 7 минути и 20 секунди (повече, отколкото се е налагало при която и да е пилотирана експедиция към Луната), в резултат апогеят се увеличава до 22 200 km. Но при това било изразходвано почти всичкото гориво (оставало само за половин минута работа на двигателя), и това не позволява след това корабът да се ускори до Втора космическа скорост. Скоростта на влизане в атмосферата е приблизително 10 km/s, с 1,2 km/s по-малко от планираната. Мястото на приводняване е на 90 km от разчетната точка.

## Снимки
Отделянето на първата степен на ракетата и преходника в хода на мисията Аполо-6 е заснето от бордовите автоматични кинокамери. Камерите, затворени в специални контейнери, били снабдени с широкоъгълни обективи и правели ускорено заснемане със скорост 15х от нормалната. Те са монтирани по борда в долната част на втората степен на носителя. Скоро след отделянето на първата степен и след провеждането на снимките, на височина 70 km те са отделени и спуснати с парашут в океана, откъдето са прибрани от кораби на инженерните служби. В хода на мисията „Аполо-6“ една от двете камери така и не била открита от издирващата група, вероятно заради отказ на радиомаяка.